# 에이펙스 AP-0
에이펙스 AP-0(영어: Apex AP-0)는 에이펙스 모터스에서 2022년부터 생산 예정인 레벨 3 자율 주행 전기 자동차이다.
최고 속도는 305km/h이며, 가속의 경우 최고 속도 90km/h 안으로 2.3초 도달할 수 있다. 리튬 이온 배터리를 탑재 했으며 최대 출력은 90kWh, 최대 토크는 580Nm까지 낼 수 있다.
컨셉트카의 외형은 영국의 디자이너 가이 콜본이 설계했으며 최대 중량은 1,200kg이다.

## 비디오 게임에서의 등장
- 아스팔트 9: 레전드